# Navantia
Navantia és una societat pública espanyola dedicada a la construcció naval militar creada el 2005 com a resultat de la segregació dels actius militars de l'empresa pública Grup IZAR.

## Història

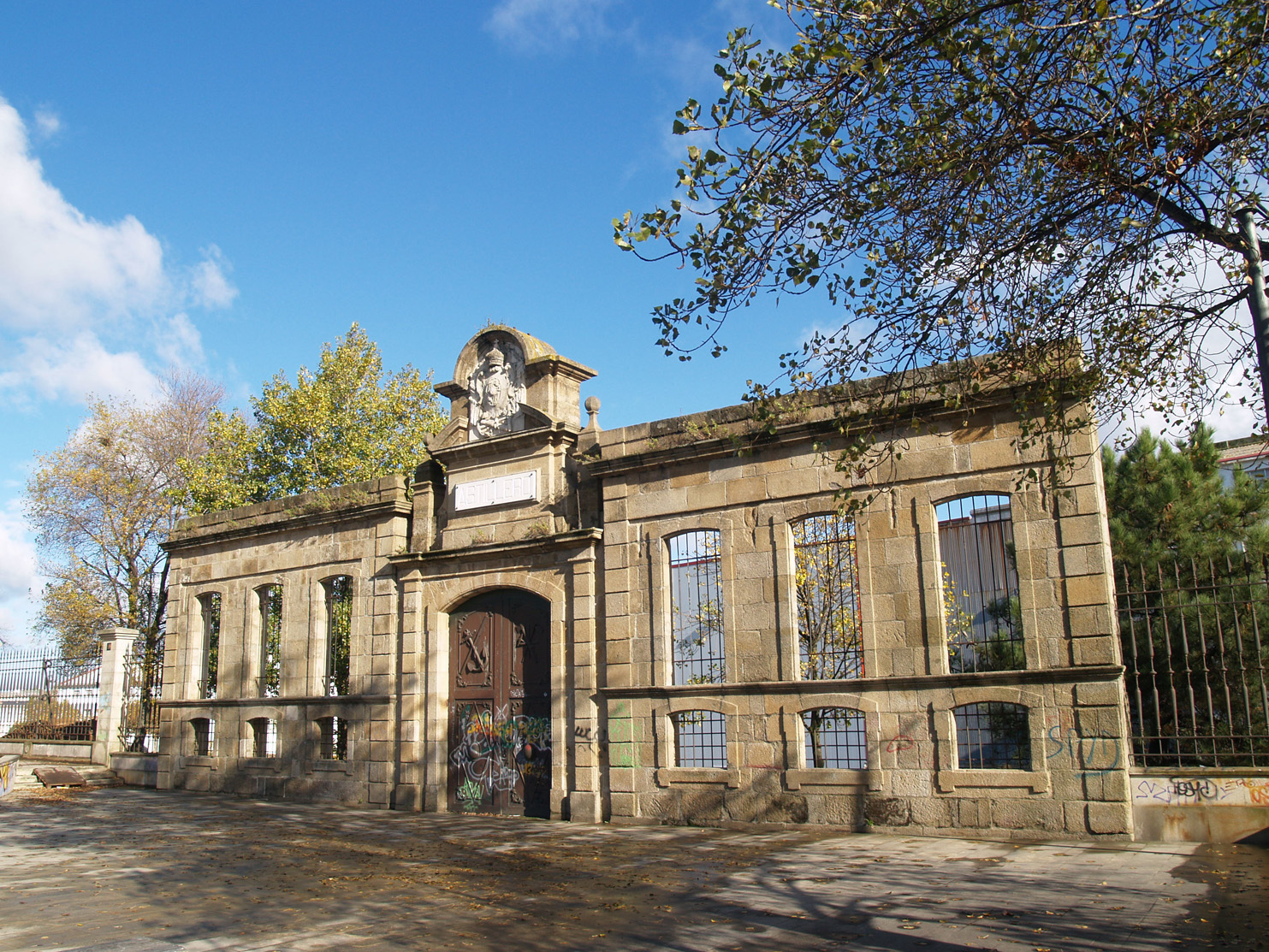
Una de les antigues portes de les drassanes de Ferrol, edificada al.

La trajectòria de Navantia arrenca el 1730 amb la creació dels històrics arsenals militars de Ferrol, Cartagena i La Carraca, les drassanes de la qual estaven destinats a construir i reparar els vaixells de l'Armada Espanyola.
En 1908 aquestes drassanes van passar a formar part de la Societat Espanyola de Construcció Naval (La Naval) a la qual també van pertànyer drassanes civils com Matagorda (Puerto Real) o Sestao, posteriorment integrats a AESA. Al final de la Guerra Civil Espanyola, l'Estat es va fer càrrec dels arsenals militars i el 1947 es va constituir l'Empresa Nacional Bazán, que va néixer com una empresa de construcció naval que depenia de tecnologia estrangera. Amb posterioritat, Bazán va començar a desenvolupar els seus propis projectes de vaixells.
En 2000, neix Izar, com a resultat de la fusió entre Astilleros Españoles (AESA), societat que aglutinava les drassanes públiques civils i l'Empresa Nacional Bazán. Al desembre de 2004 la Societat Estatal de Participacions Industrials (SEPI), màxima accionista i gestora del grup, decideix la segregació de la branca militar d'Izar, creant al març de 2005 la societat Navantia, encaminada a aconseguir una major eficàcia empresarial.
Els mateixos dics i graderies que avui donen vida als vaixells més capdavanters com fragates de les classes Álvaro de Bazán o Fridtjof Nansen, i submarins de les classes Scorpène i S-80 van ser testimonis del naixement del primer submarí de propulsió elèctrica del món, l'Isaac Peral, i de la construcció del primer vaixell espanyol amb propulsió per turbines de gas, el portaavions Príncipe de Asturias, entre altres fites.

## Centres de producció

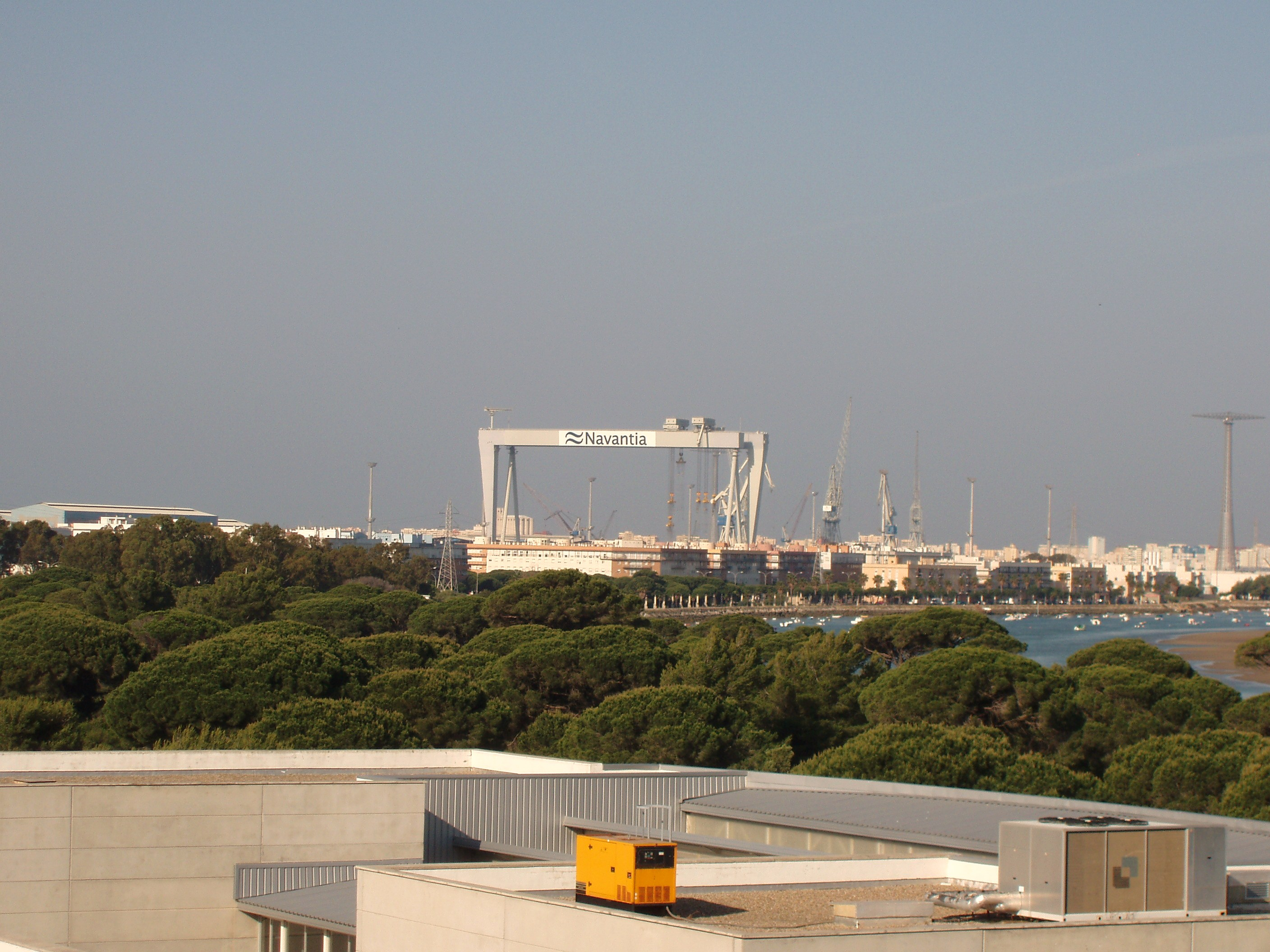
Drassanes Navantia a Cadis.

Les oficines centrals de la societat Navantia estan situades a Madrid i els centres de producció es troben en:
- Ria de Ferrol: Ferrol i Fene
- Badia de Cadis: Cadis, Puerto Real i San Fernando
- Cartagena

### Vaixells construïts (2005- actualitat)

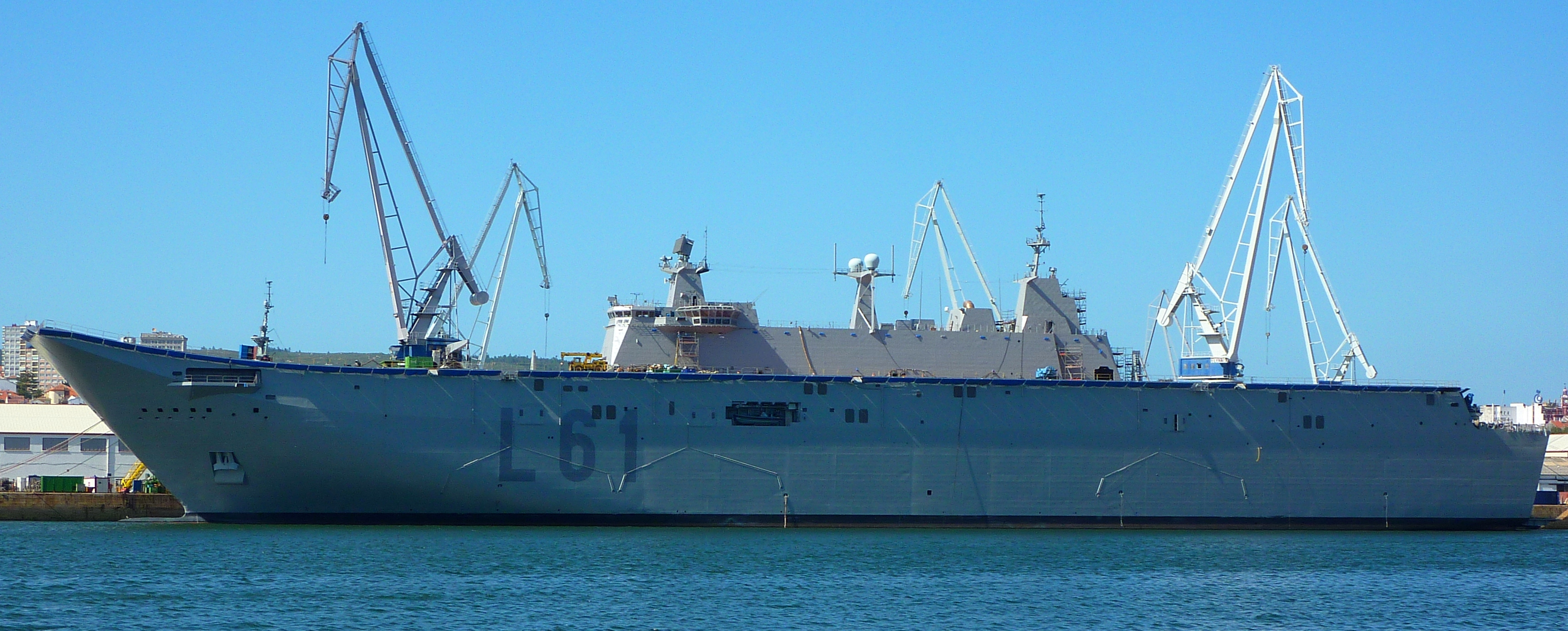
Vaixell estratègic Juan Carlos I (L-61).

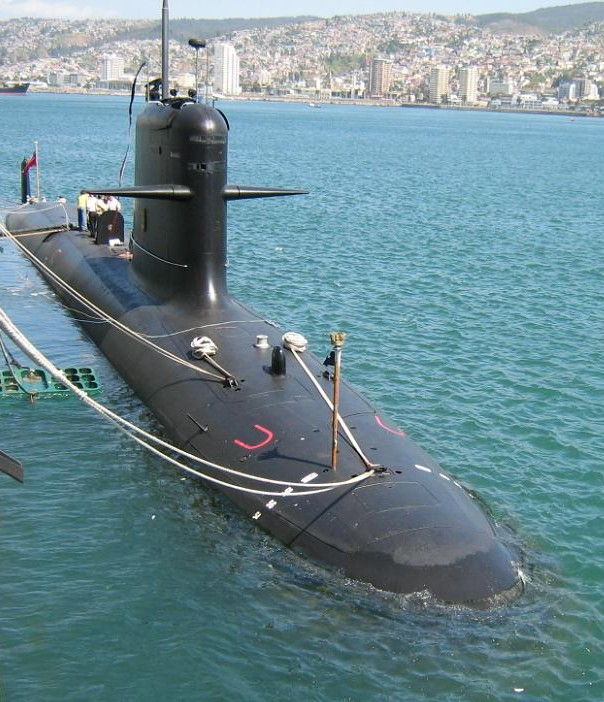
Submarí General Carrera (SS-22).

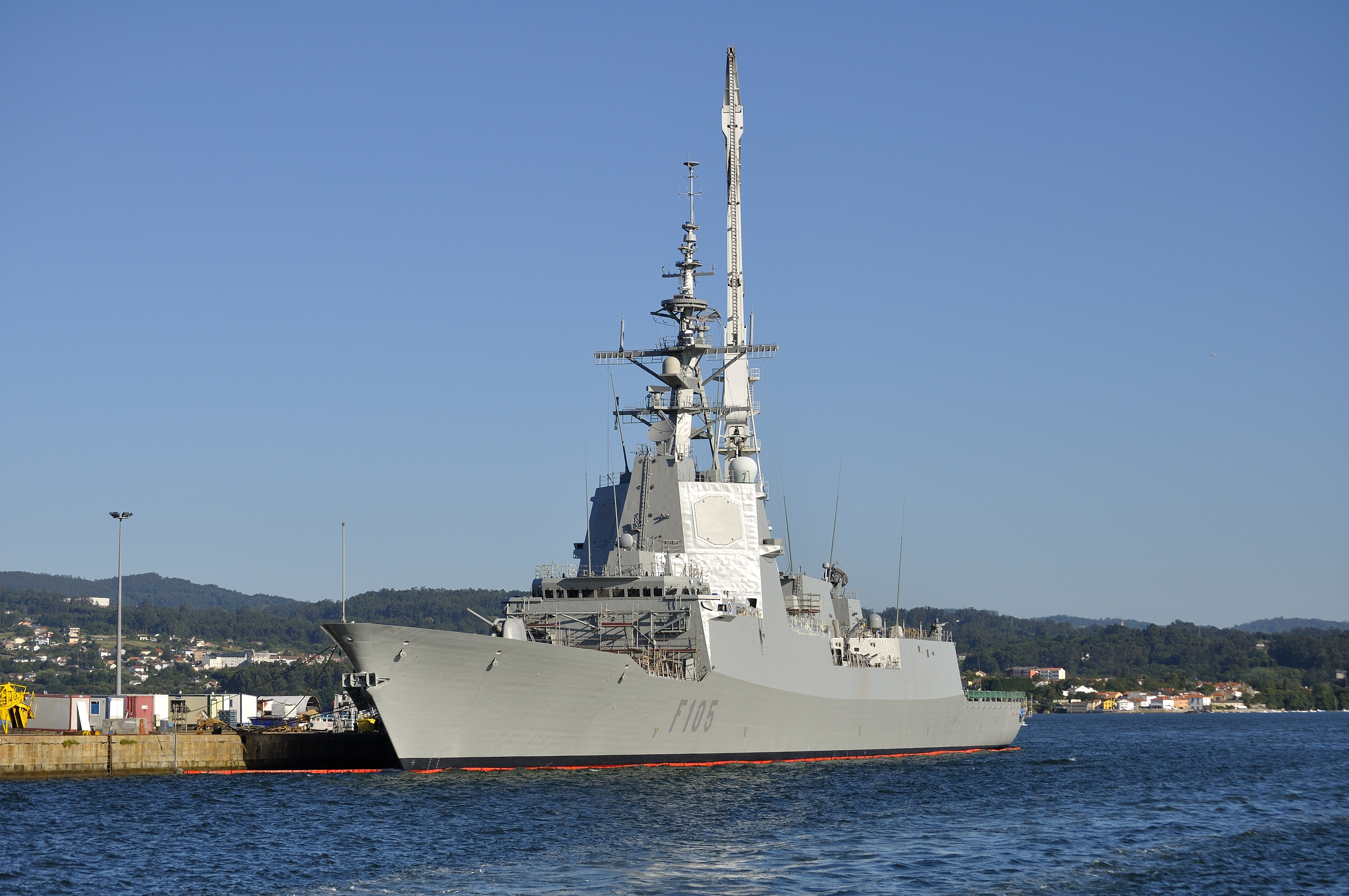
Fragata Cristóbal Colón (F-105).

#### Submarins
- Classe Scorpène:
  - Armada de Xile: 50%, juntament amb les drassanes franceses DCNS
    - General O'Higgins (SS-23)
    - General Carrera (SS-22)

  - Reial Armada de Malàisia: 50%, juntament amb les drassanes franceses DCNS
    - KD Tunku Abdul Rahman
    - KD Tun Razak

#### Fragates
- Classe Álvaro de Bazán: les tres primera unitats van ser construïdes per Izar
  - Méndez Núñez (F-104)
  - Cristóbal Colón (F-105)
- Classe Fridtjof Nansen: modificació de la classe Álvaro de Bazán per a l'Armada Reial de Noruega
  - KNM Fridtjof Nansen (F310)
  - KNM Roald Amundsen (F311)
  - KNM Otto Sverdrup (F312)
  - KNM Haelge Ingstad (F313)
  - KNM Thor Heyerdahl (F314)

#### Vaixell d'Aprovisionament en Combat
- Cantabria (A-15)

#### Corbetes
- Classe Guaiquerí: construïdes per a l'Armada Nacional de Veneçuela
  - ANBV Guaiquerí (PC-21)
  - ANBV Warao (PC-22)
  - ANBV Yecuana (PC-23)
  - ANBV Kariña (PC-24)

#### Patrullers
- Classe Meteoro
  - Meteoro (P-41)
  - Rayo (P-42)
  - Relámpago (P-43)
  - Tornado (P-44)
- Classe Guaicamuto: patrullers construïts per a l'Armada Nacional de Veneçuela
  - ANBV Guaicamuto (GC-21)
  - ANBV Yavire (GC-22)
  - ANBV Naiguata (GC-23)

#### Llanxes de desembarcament
- Tipus LCM-1I: els dos prototips van ser construïdes per Izar
  - L-603
  - L-604
  - L-605
  - L-606
  - L-607
  - L-608
  - L-609
  - L-610
  - L-611
  - L-612
  - L-613
  - L-614
- 4 llanxes del tipus LCM-1I per a la Reial Marina Australiana

#### Vaixells d'assalt amfibi
- Juan Carlos I (L-61)
- Classe Canberra: vaixells derivats del Juan Carlos I (L-61) per a l'Armada Reial Australiana (a construir 80% a Ferrol, 20% a Austràlia)
  - HMAS Canberra (L02)
  - HMAS Adelaide (L01)

#### Vaixells Ro-Ro
- Acciona Trasmediterránea
  - José María Entrecanales
  - Superfast Baleares

### Vaixells en construcció

#### Submarins
- Classe Isaac Peral
  - Isaac Peral (S-81)
  - Narcís Monturiol (S-82)
  - Cosme García (S-83)
  - Mateo García dels Reis (S-84)

#### Destructors
- Classe Hobart: vaixells derivats de la classe Álvaro de Bazán per a l'Armada Reial Australiana (disseny i equips essencials Navantia a més de 6 blocs per vaixell a Ferrol; resta de blocs i muntatge a Austràlia)
  - HMAS Hobart (DDGH 39)
  - HMAS Brisbane (DDGH 41)
  - HMAS Sydney (DDGH 42)

#### Llanxes de desembarcament
- 8 llanxes del tipus LCM-1I per a la Reial Marina Australiana